# Orbex
Orbex是英國的一家航空航天公司，正在開發一種稱為Prime的小型商業軌道火箭。 Orbex的總部位於蘇格蘭的莫雷（Forray），在丹麥和德國設有子公司。擬在英國蘇格蘭北部的A'Mhine半島上建造其未來的發射場。

## Prime
Orbex目前正在开发一种名为Prime的轻型运载火箭，其一级助推器计划实现可重复使用。 该火箭的直径为1.3米，将使用无毒的两组分推进剂，由液氧和丙烷组成。使用丙烷的一个优势是它在低温条件下保持液态，这使得设计中一个中心的丙烷碳纤维储槽被一个外部的液氧储槽包围，从而形成一个轻量的结构体系。 它将能够将150千克的载荷送入标准500公里的太阳同步轨道。
在萨瑟兰太空枢纽（Space Hub Sutherland）和民航局发射许可证许可的情况下，Prime卫星预计将于2023年首飞，发射方为萨里卫星技术有限公司（Surrey Satellite Technology Ltd.）。Orbex公司还宣布它被小型卫星初创公司 Astrocast 选中发射其通信卫星。